# Dexterz
Dexterz (também conhecido como Crossover entre 2004 e 2009) é uma banda de música eletrônica brasileira formada em 2004 originalmente Amon Lima e Júlio Torres e, posteriormente, também Junior Lima. O grupo ficou conhecida pelo remix do single "Children" e pela presença de artefatos tecnológicos inovadores.

## História
A história do Dexterz começa em 2004, quando o violinista Amon-Rá Lima (Família Lima) estava em busca de um DJ para se apresentar na noite paulista, e convidou o já consagrado DJ Júlio Torres para lançarem um projeto, o qual foi chamado de Crossover. Como Crossover, Amon e Júlio já se apresentaram nas principais casas noturnas do Brasil e em diversas foras do país, como no Hard Rock Café de Orlando-EUA, onde possuem residência anual. Em 2009, o Crossover convidou o músico Junior Lima para se juntar a eles, mudando o nome para Dexterz, inspirado no seriado Dexter. Em 2014, o Dexterz encerrou a carreira com a turnê comemorativa de 10 anos Thank U Tour.

## Integrantes
- Amon-Rá Lima - violino, produção musical (2004–2014)
- Julio Torres - DJ (2004–2014)
- Junior Lima - bateria eletrônica, sintetizador, produção musical (2009–2014)

## Discografia

### Álbuns de estúdio
| Álbum     | Detalhes                                                 |
| --------- | -------------------------------------------------------- |
| Humanized | - Lançamento: 2008 - Formatos: CD - Gravadora: Chakaboom |

### Álbuns remix
| Álbum          | Detalhes                                                      |
| -------------- | ------------------------------------------------------------- |
| Tune Series #4 | - Lançamento: 2011 - Formatos: CD - Gravadora: Lo Kik Records |

### Singles
| Canção                                                                          | Ano  | Melhores posições | Álbum                         |
| Canção                                                                          | Ano  | CAN Dance         | Álbum                         |
| ------------------------------------------------------------------------------- | ---- | ----------------- | ----------------------------- |
| "Scandal" (part. Sandy)                                                         | 2008 | 13                | Humanized                     |
| "Space Invaders"                                                                | 2008 | —                 | Humanized                     |
| "Obsession" (part. Kika Willcox)                                                | 2009 | —                 | Humanized                     |
| "Children" (Remix) (part. Robert Miles)                                         | 2010 | —                 | Não adicionado à nenhum álbum |
| "I Like It"                                                                     | 2012 | —                 | Não adicionado à nenhum álbum |
| "—" denota singles que não entraram nas paradas ou não foram lançados no local. |      |                   |                               |